# Ernst Kellersperg

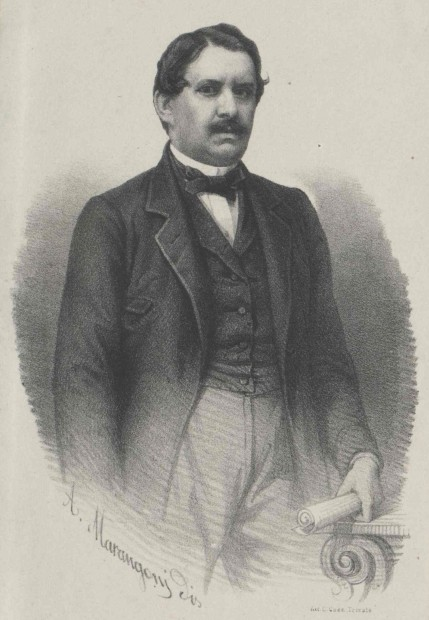
Ernst Kellersperg, um 1863

Ernst Freiherr von Kellersperg, auch Ernst Leopold von Kellersperg (* 28. Februar 1822 in Graz; † 22. April 1879 ebenda) war Gutsbesitzer und Abgeordneter zum Österreichischen Abgeordnetenhaus.

## Leben
Ernst Kellersperg war Sohn des Kreiskommissärs und Herrschaftsbesitzers Josef Freiherr von Kellersperg (1792–1872). Nach seiner Ausbildung trat er in den Verwaltungsdienst in der Steiermark als Konzeptspraktikant am Kreisamt in Graz ein. Im Jahr 1847 wurde er Kreiskommissär in Marburg, 1849 Konzipist an der Statthalterei in Graz, 1850 Bezirkshauptmann in Leibnitz, 1852 Obergespan, 1854 Komitatsvorstand in Fiume, 1855 Hofrat an der Statthalterei in Agram, 1856 Vizepräsident und von April bis November 1859 Leiter der Statthalterei in Mailand. Ab 1860 war er Vizepräsident und 1862 Leiter der Statthalterei in Prag, 1863 Statthalter in Triest und 1867 in Prag. Im Jahr 1868 ging er in den Ruhe.
Er war auch Besitzer des Guts Frauheim (heute in der Gemeinde Ragnitz) und seit 1872 auch der Herrschaften Söding, Pichling und Altenburg (in den Bezirken Voitsberg und Graz).
Von 1861 bis 1866 und von 1870 bis 1877 war er Mitglied im steiermärkischen Landtag (I., III. und IV. Wahlperiode), Kurie Großgrundbesitz. Außerdem war er von 1862 bis 1865 und von 1867 bis 1869 im böhmischen Landtag.
Er war römisch-katholisch und ab 1858 verheiratet mit Leonie Gräfin Schärffenberg, mit der er fünf Söhne und eine Tochter hatte, die allerdings jung verstorben ist.

## Politische Funktionen
Ernst Kellersperg war vom 16. November 1864 bis zum 20. September 1865 und vom 5. November 1873 bis zu seinem Tod am 22. April 1879 Abgeordneter des Abgeordnetenhauses im Reichsrat (I. und V. Legislaturperiode).
In der I. Legislaturperiode war er im Kronland Böhmen für die Wählerklasse Landgemeinden (Pilsen, Tuschkau, Mies, Staab, Rokitzan, Blowitz, Kralowitz, Manetin, Klattau, Planitz, Neuern, Prestitz, Nepomuk, Bischofteinitz, Hostau, Ronsperg, Taus, Neugedein, Písek, Wodnian, Strakonitz, Horažďowitz, Bresnitz, Blatna, Mirowitz, Prachatic, Nettolitz, Schüttenhofen, Bergreichenstein, Winterberg, Wolin) verantwortlich. Er begann seine Tätigkeit durch eine Nachwahl nach dem Rücktritt von Václav Vladivoj Tomek und dem Mandatsverlust von František August Brauner (dessen Mandat wegen Nichterscheinens erloschen ist).
In der V. Legislaturperiode war er für das Kronland Steiermark, Kurie Großgrundbesitz zuständig.

## Klubmitgliedschaften
Ernst Kellersperg war ab 1873 Mitglied im Klub des Zentrums und war dort bis zum 21. Oktober 1875 deren Obmann-Stellvertreter. Ab dem 12. Mai 1878 war er fraktionslos.